# Leka Zogu (1982)
Pour les articles homonymes, voir Leka Zogu.
Titres
Prétendant au trône d'Albanie
Depuis le 30 novembre 2011
(13 ans, 6 mois et 27 jours)
Prince héréditaire d'Albanie
26 mars 1982 – 30 novembre 2011
(29 ans, 8 mois et 4 jours)
Signature
Le prince Leka Zogu, né le 26 mars 1982 à Johannesbourg, en Afrique du Sud, est un diplomate albanais. Descendant d'Ahmet Zogu, il est chef de la maison royale d'Albanie et prétendant au trône depuis le 30 novembre 2011, date de la mort de son père, le prince Leka, dit « Leka Ier ». 
Il est, pour ses partisans, l'héritier légitime du trône d'Albanie et roi de jure sous le nom de Leka II.
En exil depuis son enfance avec la famille royale, il rentre définitivement en Albanie le 28 juin 2002.

## Biographie
Leka Zogu est le fils unique du prince Leka d'Albanie et de Susan Cullen-Ward (en). À sa naissance, le gouvernement sud-africain déclare temporairement la salle d'accouchement de la maternité comme territoire albanais, pour que Leka naisse sur le sol albanais. Ses prénoms ont été choisis en l'honneur du président égyptien Anouar el-Sadate, de son grand-père, le roi Zog Ier d'Albanie, du chah d'Iran, Mohammad Reza Pahlavi et du roi Baudouin de Belgique, son parrain. Msiziwe est une formule de politesse en zoulou.
Après avoir succédé à son père, en 2011, comme chef de la maison royale d'Albanie, il préside les cérémonies du retour de la dépouille de son grand-père, le roi Zog Ier, du cimetière parisien de Thiais au mausolée royal de Tirana, les 15 et 17 novembre 2012.
Il est élevé en Afrique du Sud puis étudie à l'Académie royale militaire de Sandhurst (Royaume-Uni).

## Carrière professionnelle
Le 21 août 2007, le ministre des Affaires étrangères albanais, Lulzim Basha, annonce que le prince Leka est nommé au sein de son cabinet puis en 2009, il le suit lorsqu'il devient ministre de l'Intérieur.
En 2012, à la suite de l'élection présidentielle, il devient conseiller auprès du président de la République, Bujar Nishani, avec pour mission de préparer la demande d'adhésion de l'Albanie à l'Union européenne.

## Famille
En mai 2010, le prince Leka se fiance à la comédienne française d'origine albanaise Elia Zaharia (née le 8 février 1983 à Tirana). En septembre 2014, le couple annonce son mariage, qui se déroule le 8 octobre 2016 au palais présidentiel de Tirana (ex-palais royal de Zog Ier ou palais des Brigades) mis à disposition des mariés et de leurs convives. Le couple est béni religieusement par les cinq autorités religieuses du pays.
Des personnalités des cours princières (la reine émérite Sophie d'Espagne, la princesse Salma du Maroc, l'ex-impératrice Farah d'Iran ou encore le prince et la princesse Michael de Kent) ainsi que les autorités de la république d'Albanie, parmi lesquelles le président de la République, Bujar Nishani, et le Premier ministre, Edi Rama, assistent au mariage et aux festivités. Ce retour de la famille royale dans la vie publique albanaise participe en effet d'une valorisation de la culture et de l'histoire du pays.
Le couple a un enfant, qui porte le prédicat d'altesse royale :
- la princesse Géraldine Sibilla Francesca Susan Marie Zogu (née le 22 octobre 2020 à Tirana)[8].

Le couple annonce sa séparation le 15 janvier 2024. Peu après, il porte plainte contre son ex-épouse. Le divorce est prononcé le 25 avril 2024.

## Engagements caritatifs
Le prince Leka est très engagé dans les causes qui touchent l'enfance. Il est membre d'honneur de SOS Avenir Orphelins d'Albanie - France, dont le siège est à Cannes, et président d'honneur de la Société italienne des orphelins d'Albanie.
Il développe des projets humanitaires au sein de la fondation Queen Géraldine, en faveur des enfants, mais aussi des familles défavorisées. Son épouse, Elia Zaharia, préside la fondation, dont le nom rend hommage à la reine Géraldine, grand-mère du prince Leka.

## Décorations
- Souverain grand-maître de l'ordre de l'Aigle noir (30 novembre 2011),
- Souverain grand-maître de l'ordre de la Besa (30 novembre 2011),
- Souverain grand-maître de l'ordre de Skanderbeg (30 novembre 2011),
- Grand-croix de l'ordre pro Merito Melitensi (2023)[13]
- Grand-croix de l'ordre royal de François Ier, (maison de Bourbon-Siciles 9 octobre 2016)[14],
- Grand-croix de l'ordre des Saints-Maurice-et-Lazare (maison de Savoie, 19 mai 2012)[15],
- Chevalier de l'Ordre impérial de Saint-André (maison impériale de Russie, 30 septembre 2021)[16],
- Chevalier de l'ordre de Saint-Alexandre Nevski (maison impériale de Russie, de facto 30 septembre 2021)[Note 1],
- Chevalier de l'Aigle blanc (maison impériale de Russie, de facto 30 septembre 2021)[Note 1],
- Grand-croix de l'ordre de Sainte-Anne (maison impériale de Russie, de facto 30 septembre 2021)[Note 1],
- Grand-croix de l'ordre militaire de Saint-Nicolas (maison impériale de Russie, de facto 30 septembre 2021),
- Grand-croix de l'ordre de Saint-Stanislas (maison impériale de Russie, de facto 30 septembre 2021)[Note 1].

## Distinctions
- Membre d'honneur de l'Université royale d'Illyrie de Pristina
- Citoyen d'honneur de la ville de Burrel
- Citoyen d'honneur de la ville de Bërdicë
- Citoyen d'honneur de la ville de Bâton-Rouge (Nouvelle-Orléans, États-Unis)
- Membre d'honneur du Comité olympique albanais
- Président de la Fédération albanaise de Golf

## Titulature
- 26 mars 1982 - 30 novembre 2011 : Son Altesse Royale le prince héréditaire[réf. nécessaire] (naissance) ;
- depuis le 30 novembre 2011 : Son Altesse Royale le prince Leka d'Albanie ;
  - depuis le 30 novembre 2011 : Sa Majesté le roi des Albanais (de jure).